# Behaviour & Information Technology
Behaviour & Information Technology ist eine englischsprachige Fachzeitschrift, herausgegeben von der britischen Verlagsgruppe Taylor & Francis.
Ziel des Journals ist, die Beziehungen zwischen Informations- und Kommunikationstechnologien und menschlichem Verhalten von Individuen und Gesellschaften zu durchleuchten. Ursprünglich war sie als Journal für die Computerpsychologie geplant. Im Zuge der Entwicklung der Rolle von IT verlagerte der Schwerpunkt von der Mensch-Maschine-Interaktion in Richtung weltweite Kommunikation zwischen Menschen und Gruppen, soziale Interaktion.
Die Zeitschrift wurde im Jahr 1981 von dem britischen Ergonomen und Psychologen T.F.M. Stewart gegründet. Der Verlag ist der Taylor & Francis Verlag, Oxford, in dem zahlreiche Publikationen zum Thema Ergonomie erscheinen. Behaviour & Information Technology vom Institute of Ergonomics & Human Factors (früher Ergonomics Society) neben Ergonomics als Mitgliedszeitschrift geführt.